# Önre Darma Sengge
| Tibetische Bezeichnung                         |
| ---------------------------------------------- |
| Wylie-Transliteration: dbon ras dar ma seng+ge |

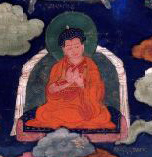
Önre Darma Sengge

Önre Darma Sengge (tib.: dbon ras dar ma seng+ge; geb. 1177; gest. 1237) war ein berühmter Vertreter der Drugpa-Kagyü-Tradition des tibetischen Buddhismus. Er war der zweite Abt des buddhistischen Ralung-Klosters in Tibet.
Er gilt als der erste Löwe der Unvergleichlichen neun Löwen (mnyam med seng ge dgu) in der Tradition der buddhistischen Drugpa-Kagyü-Tradition. Im Alter von einundzwanzig Jahren wurde er inkarniert. Er studierte auch das Hevajra-Praktiken bei einem buddhistischen Gelehrten namens Ngog Künga Dorje; (1157–1234). Im Jahr 1214 wurde er zum zweiten Abt des Ralung-Klosters gewählt.